# 富士生命保険 (1942年廃業)
富士生命保険株式会社（ふじせいめいほけん）は、明治期から昭和初期にかけて存在した生命保険会社である。

## 概説
1909年（明治42年）3月3日に、退役軍人である矢吹秀一らによって、東京で設立された。資本金は50万円。
日露戦争の際に、既存の保険会社において出征軍人の保険金支払いでトラブルがあり、戦争や変乱時の死亡でも保険金を支払うことを売り物に販売を伸ばした。しかし何度となく経営権が移転したこともあり、昭和初期には販売が低迷、経営危機に陥った。
1941年（昭和16年）、主務省である商工省が、保険業法の規定により日本生命保険に対する包括移転を命令。翌1942年（昭和17年）に包括移転が行われ、当社は解散した。
1996年（平成8年）に富士火災海上保険（現：AIG損害保険）の子会社として設立された富士生命保険（現：FWD生命保険）とは完全に無関係。